# 脊鱗琴脂鯉屬
脊鱗琴脂鯉屬為輻鰭魚綱脂鯉目琴脂鯉亞目琴脂鯉科的其中一属。

## 下属物种
- 脊鱗琴脂鯉（Citharidium ansorgii）

## 扩展阅读
維基物種上的相關：脊鱗琴脂鯉屬